# Margó Ede
Margó Ede, születési nevén Morgenstern Ede (Pest, 1872. május 6. – Zamárdi, 1946. január 27.) magyar szobrász, Margó Célia operett-énekesnő öccse.

## Életpályája
Morgenstern Lipót és Habern Katalin (1835–1899) fiaként született zsidó családban. A budapesti Iparművészeti Iskolában, Mátrai Lajos György vezetése alatt végzett előtanulmányok után négy évig Strobl Alajos mesteriskolájában. Szorgalmas munkájával egy Bécsben meghirdetett ösztöndíj elnyerését követően az 1890-es évek végétől Denys Puech irányítása alatt Párizsban, a Julian Akadémián tanult. Nagy hatással volt rá Auguste Rodin művészete. Elsősorban realisztikus stílusú, finoman mintázott domborműveivel vált ismertté. 1899-ben állította ki a párizsi Salonban az Agónia (Beteg leány agóniája) című márvány domborművét, mellyel a Párizsi Szalon nagydíját, a mention honorable a kiállítás egyik legjelentősebb elismerését nyerte el. A dombormű megszületését Hauptmann: Hannele című drámájában nyújtott, Somlyó Emma színésznő alakítása inspirálta a művészt. Hazatérve, a sikert aratott domborművet még ez évben megvette a Szépművészeti Múzeum.
"Margó Ede hirtelen tűnt fel nálunk szoborműveivel. Nem a szerencse próbálgató művészek közé tartozik, akik minden jelentéktelen munkájukkal hamar a nyilvánosság elé szaladnak: hátha valamely véletlen felszínre veti a nevüket. Margó mindjárt első nagyobb művére kitüntetést kapott Párizsban, s bevonult a mi Szépművészeti Múzeumunkba is. Ennél többet igazán nem lehet várni egy huszonkilenc-éves szobrásztól" - írta Lyka Károly 1901. évi Műcsarnoki kiállítással kapcsolatosan Margóról.
1900-ban a párizsi világkiállítás bányászati pavilonjára alkotta Martinacél című domborműsorozatát. A Városligetben felállított Pósa Lajos szobra mellett, a Pongrácz Szigfriddel közösen alkotott aradi, majd debreceni Kossuth szobrok jelentették köztéri szobrászatának egy-egy jelentősebb állomását. A debreceni Kossuth szobor több fordulós pályázatán végül kettejük benyújtott pályaművét fogadta el Debrecen városa, s az elkészült művet ünnepélyes keretek között, 1914. május 3-án leplezték le. Jeles köztéri művei sorát a Nagyváradon felállított Szigligeti Ede szobra, amelyet 1912. december 15-én avattak fel, s a Hősök terén álló Millenniumi emlékműre készített Hunyadi János és I. Ferdinánd szobrok folytatták. 
Számos emlékszobrot és síremléket készített, amelyek jól beleilleszkednek a kor historizáló stílusirányzatába. Szobrászatára a jelentékeny mesterségbeli tudás, az összetett formák plasztikus megjelenítése, a nemes és nagyvonalú leegyszerűsítés, stilizálás volt leginkább jellemző, kerülte az üres formaságokat, hatásvadász effektusokat. Mondanivalóját mindenkor a szobor megjelenítésével hozta harmóniába. Művei sorából kiemelkedik Dankó Pista magyar nótaszerző fehér márványból faragott szobra, melyet 1912-ben állítottak fel Szegeden a Kass Szálló előtt. Egyébként Dankó Pista szobra volt hosszú évtizedeken át Európa első cigány-szobra. Maga a mű közadakozásból készült, de a teljes összeg sohasem állt rendelkezésre. Margó pusztán a márvány-anyag megvásárlására kért pénzt, s a szobrot ingyenes munkával, pusztán nyersanyagárban faragta meg, így tisztelgett Szeged város polgársága előtt, a nemes kezdeményezést támogatva. Figyelemre méltóak finom vonalú síremlékei is.
1900-ban felvették a budapesti Demokratia szabadkőműves páholyba. A Százados úti Művésztelep egyik alapítója volt 1911-től, és haláláig a telep aktívan alkotó lakója volt. "Művész-temperamentuma, jellegzetes romantikus külseje, a műterméből kicsendülő, merengő, hangulatos magyar-nóta dallamok, amelyeket hegedűjén mesterien szólaltatott meg, szerény, csendes egyénisége felejthetetlen marad azok számára, akik személyesen is ismerték."
1904. november 10-én Budapesten házasságot kötött Pécsi Manó és Rieger Júlia lányával, Olgával (1877–1973).
Fia, Margó György jégkorongozó, sportvezető.

## Főbb művei

### Domborművek (válogatás)
- Együttes munka (A Magyarországi Symbolikus Nagypáholy részére)
- Agónia (1899)
- Martinacél (1900)
- Kossuth Lajos (Makó)

### Emlékszobrok (válogatás)
- Szacsvay Imre (1907, Nagyvárad)
- Kossuth Lajos (1909, Arad, Pongrácz Szigfriddel)
- Szigligeti Ede (1913, Nagyvárad)
- Dankó Pista (1912, Szeged)
- Kossuth Lajos (1914, Debrecen, Pongrácz Szigfriddel)
- Frédéric Chopin (1929, Gödöllő, Frédéric Chopin Zeneiskola)
- Pósa Lajos (1930, Budapest)
- Hunyadi János (Budapest, Millenniumi Emlékmű, Pongrácz Szigfriddel)
- I. Ferdinánd (Budapest, Millenniumi Emlékmű, Pongrácz Szigfriddel)
- "A Magyar fájdalom" szobor (1930-as évek, Zamárdi)

### Síremlékek (válogatás)
- Paulay Ede (1897, Budapest, Kerepesi temető, Gerenday Bélával)
- Polónyi Ilonka (Budapest, Kerepesi temető, Márkus Gézával)
- Gálos Kelemen (Budapest, Kerepesi temető)
- Vízvári Gyula (1910, Budapest, Kerepesi temető)
- Vízvári Gyuláné (Szigeti Jolán) (1910, Budapest, Kerepesi temető)

## Galéria

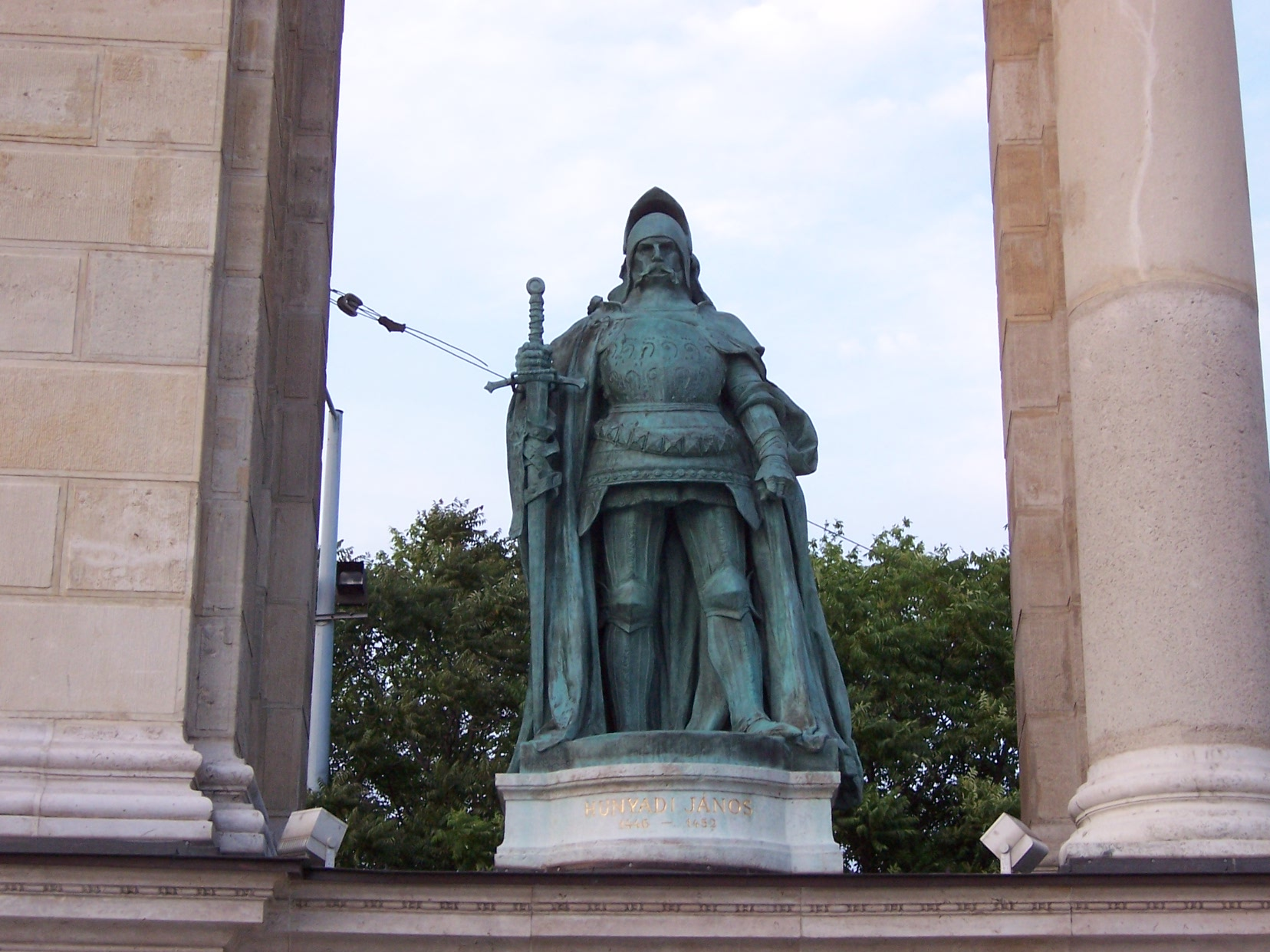
Hunyadi János szobra (Budapest, Hősök tere)
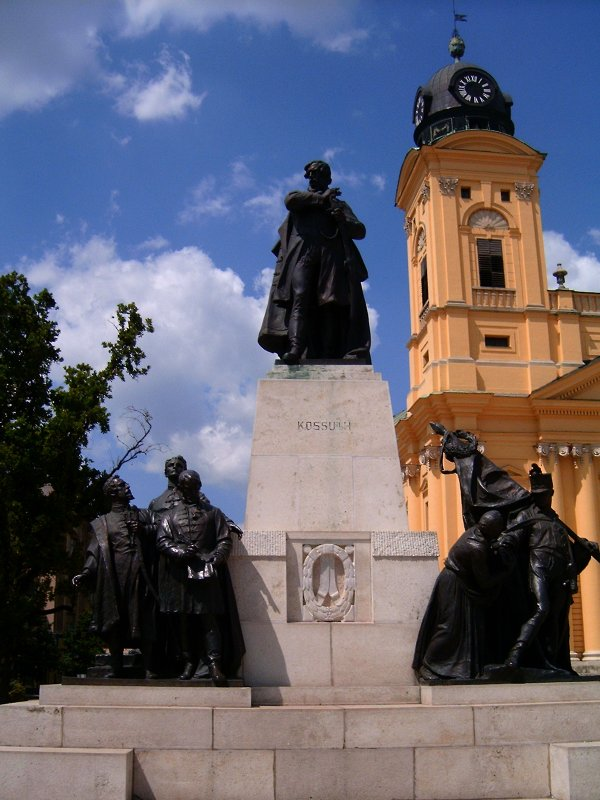
Kossuth Lajos (Debrecen, a Nagytemplomnál)
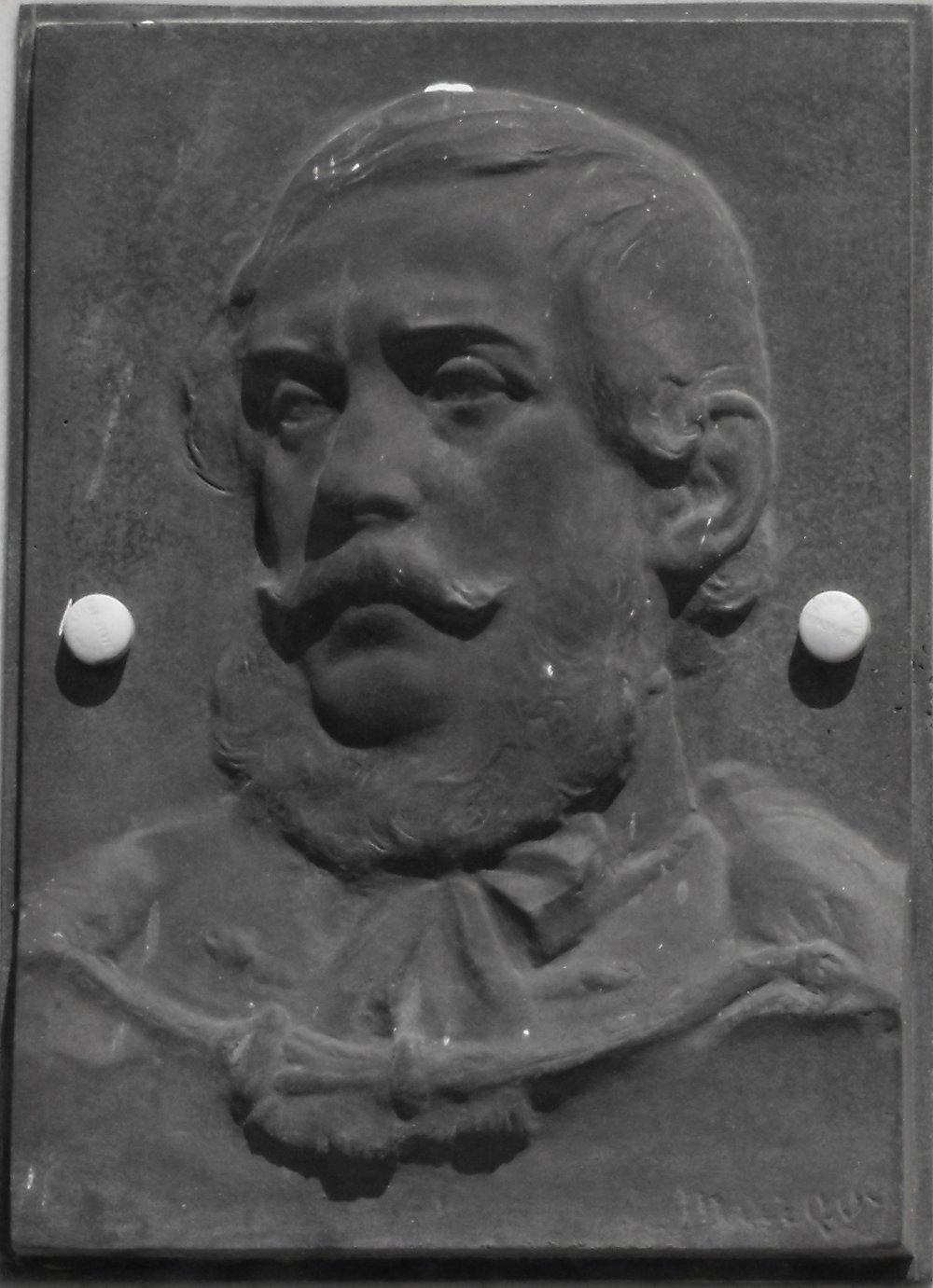
Kossuth Lajos domborműve (Makó, Hajnal utca)
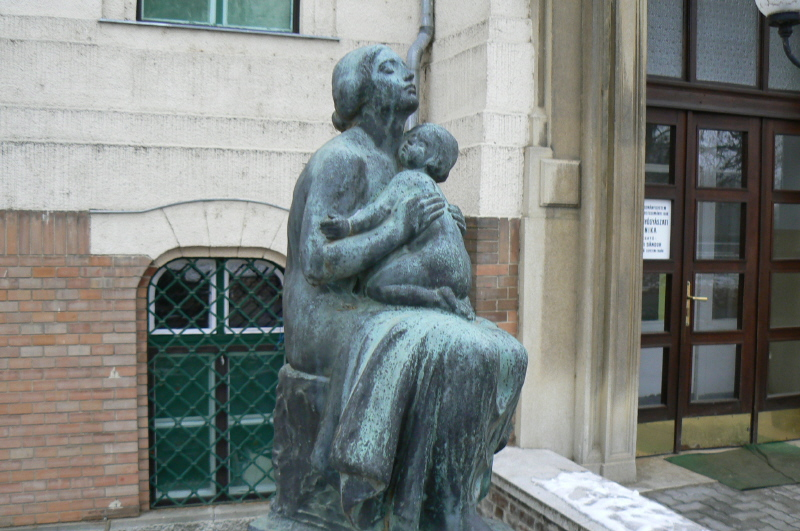
Anya gyermekével (Szeged, a Gyermekklinika előtt, 1945)
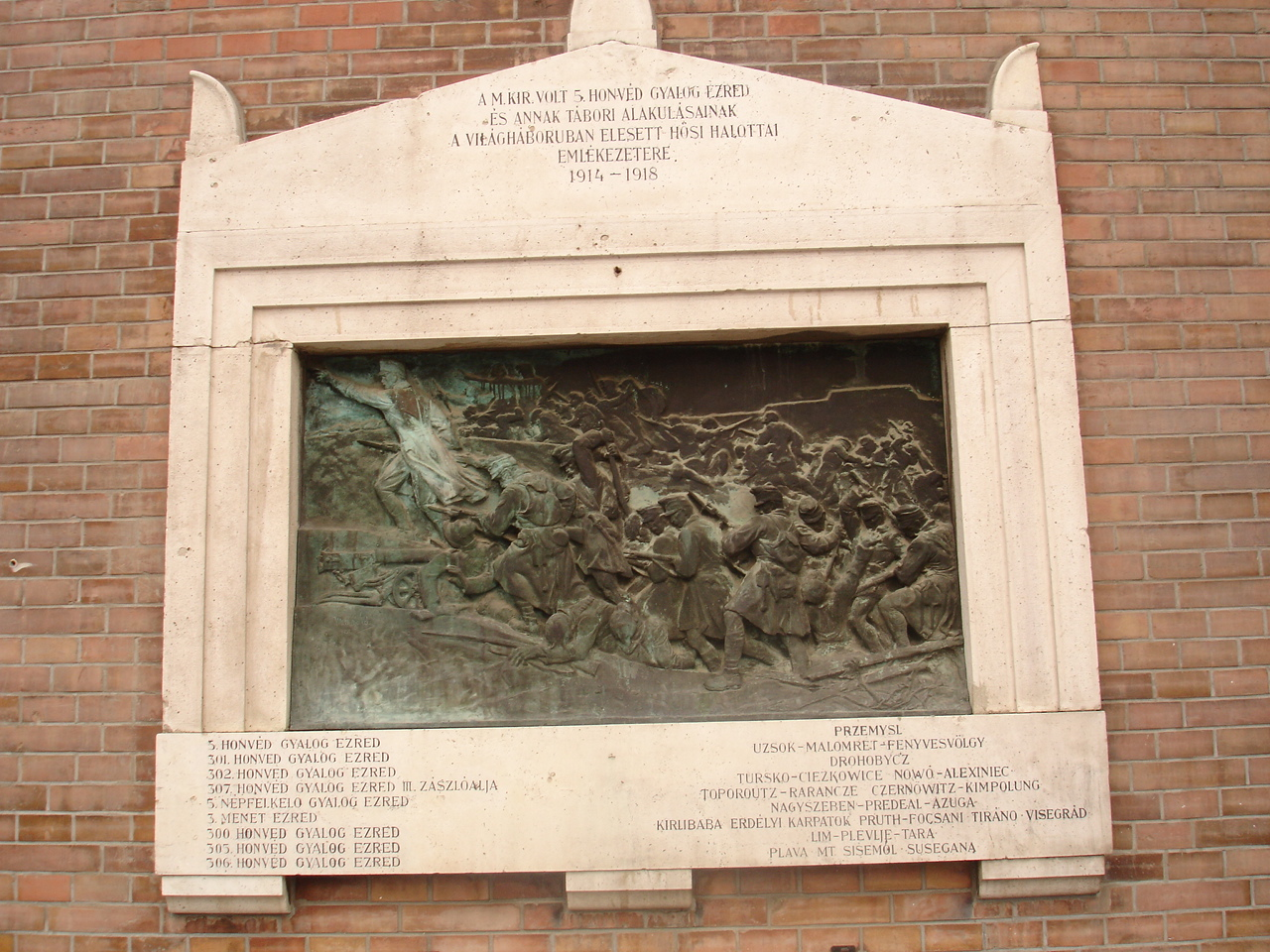
5. Honvéd Gyalogezred emléktáblája, Szeged, Fogadalmi templom falán
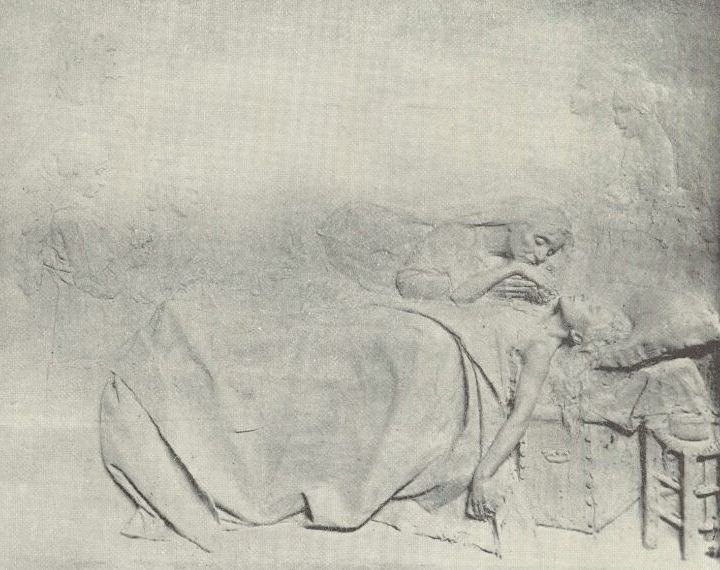
Agónia, Hannale Szépművészeti Múzeum (1900)
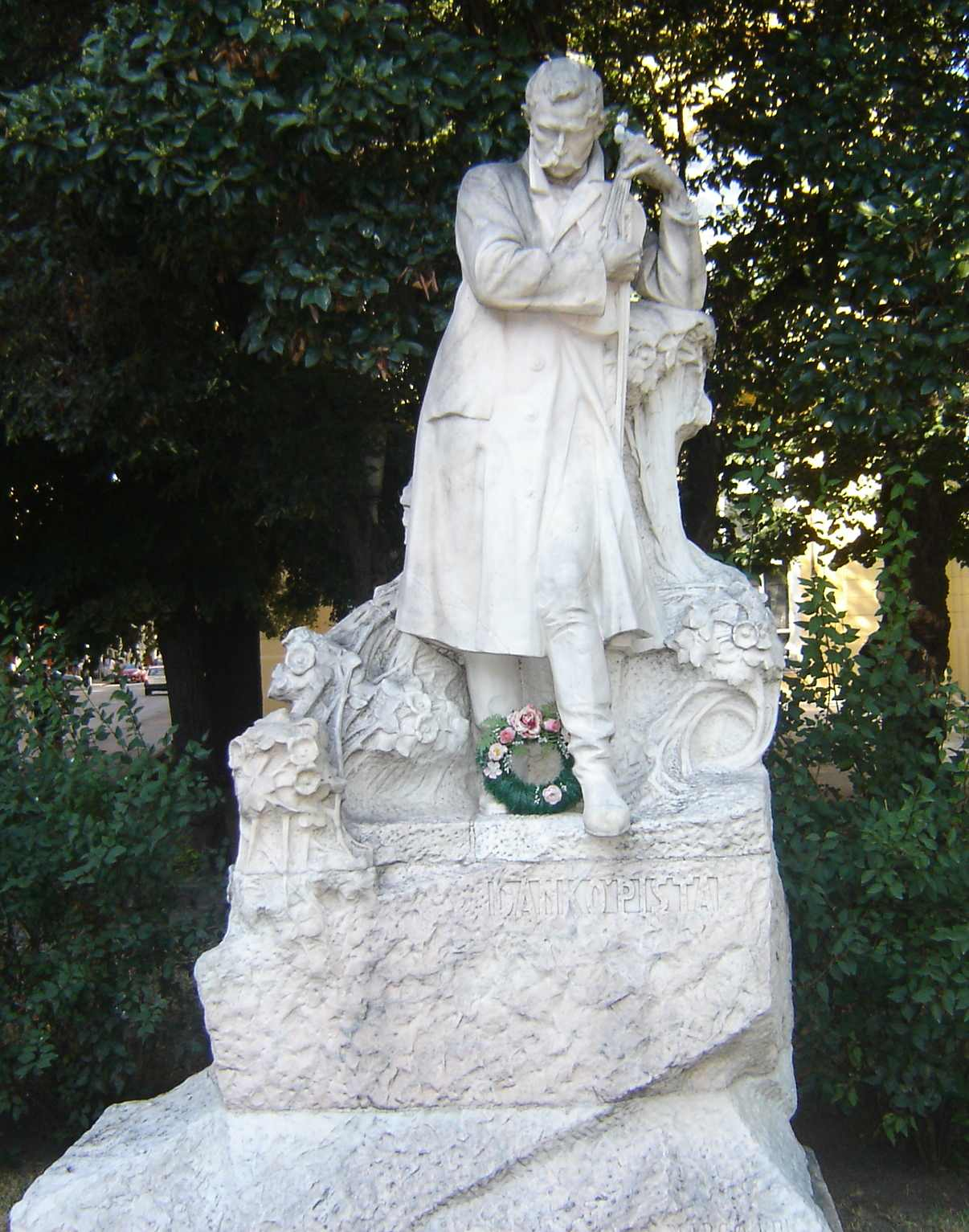
Dankó Pista szobra (Szeged)
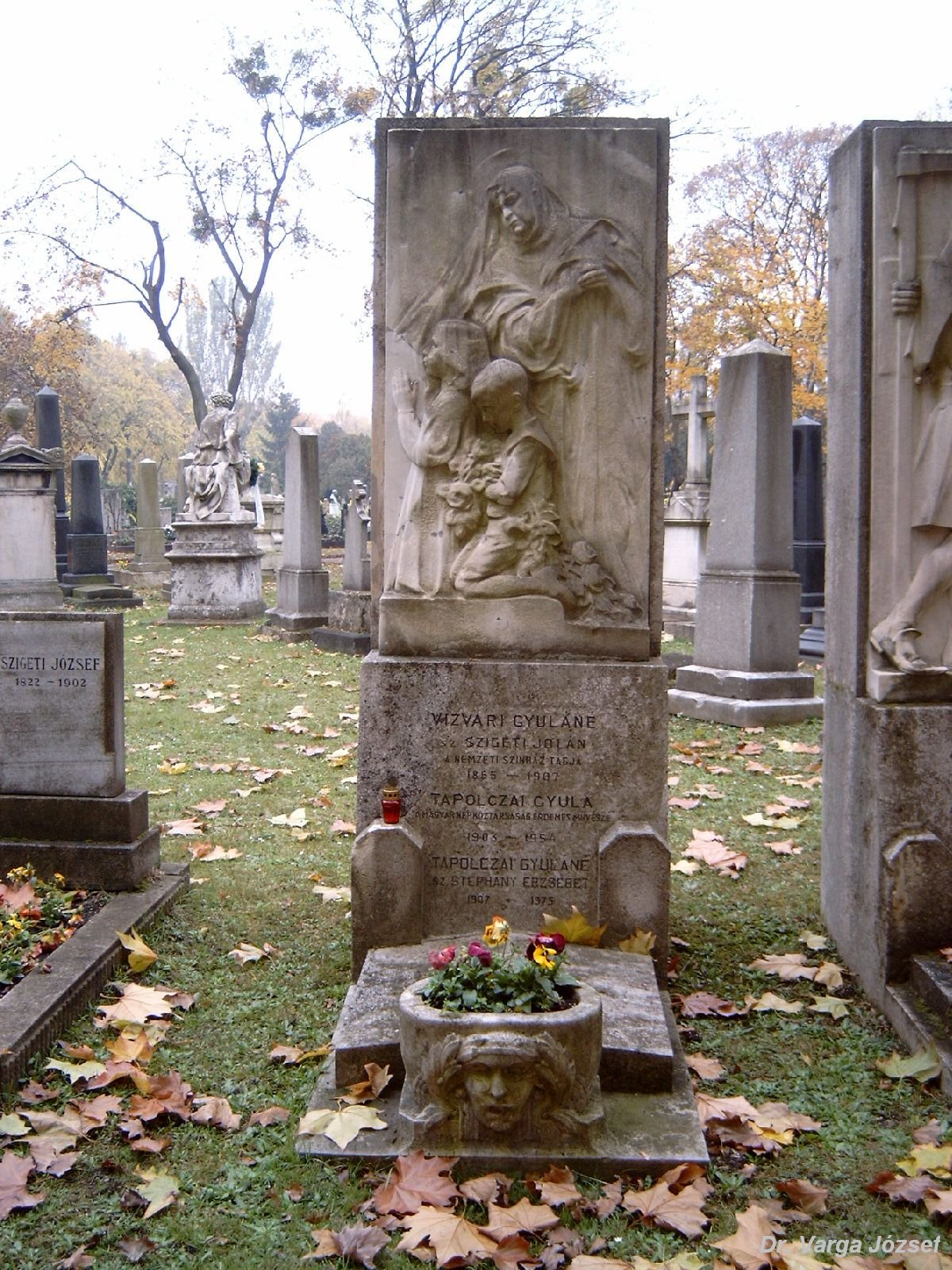
Vízvári Gyuláné síremléke (Budapest, Fiumei úti sírkert